# Arpad Schmidhammer

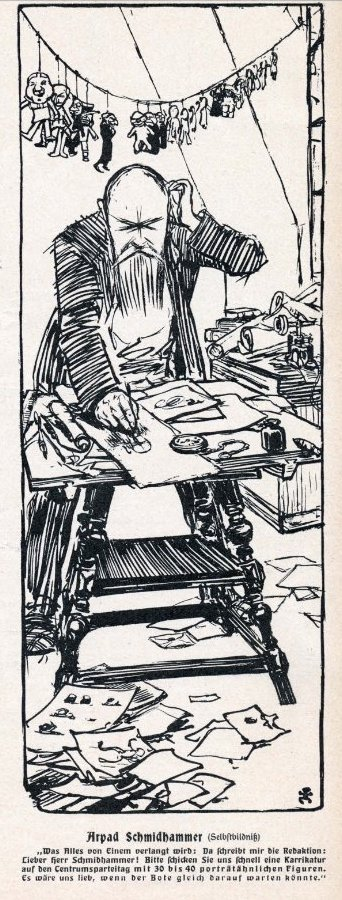
Selbstbildnis, Portraitkarikatur für die Jugend 1905

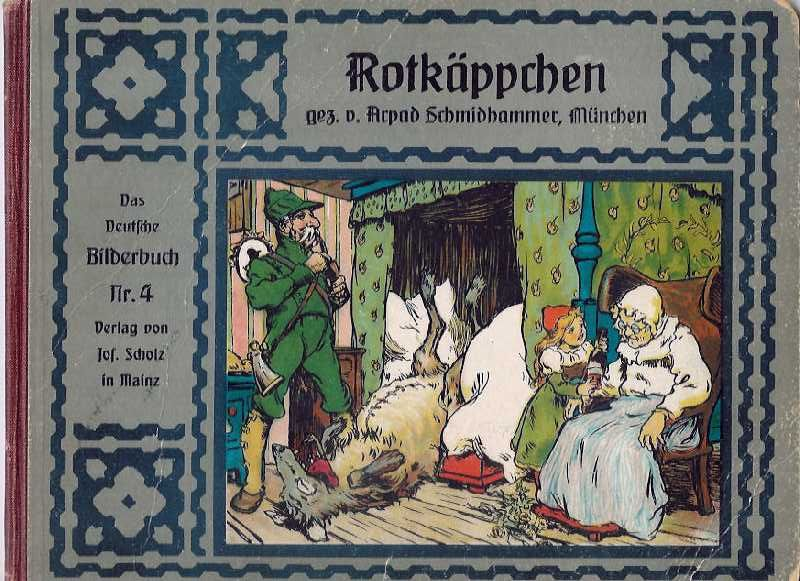
Arpad Schmidhammer: Rotkäppchen, Verlag Josef Scholz, Mainz 1904. (Das Deutsche Bilderbuch Nr. 4)

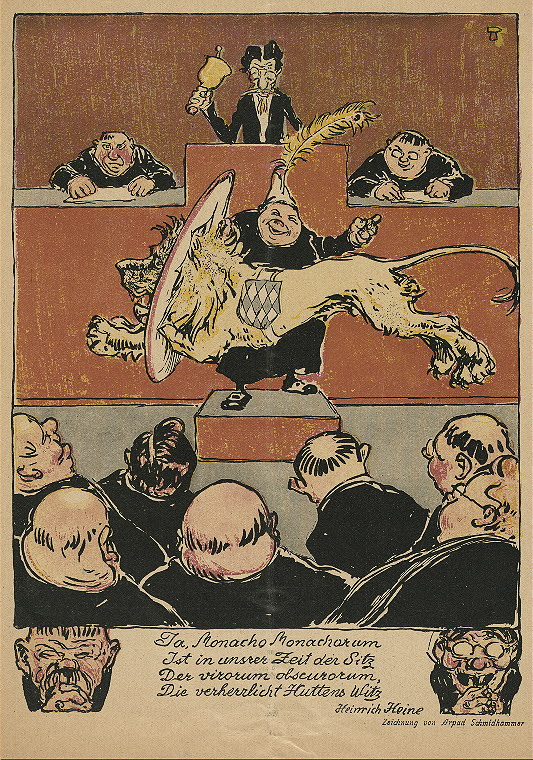
Illustriertes Heinrich-Heine-Gedicht

Arpad Schmidhammer, eigentlich Arpath Emil Schmidhammer, (* 12. Februar 1857 in St. Joachimsthal; † 13. Mai 1921 in München) war ein deutscher Buchillustrator und Karikaturist.

## Leben
Er wurde am 12. Februar 1857 als ehelicher Sohn des Kunstmeisters Josef Schmidhammer und der Carolina geb. Lechner im Haus Nr. 10 in Sankt Joachimsthal geboren und zwei Tage später römisch-katholisch auf den Namen Arpath Emil Schmidhammer getauft. Sein Großvater war der Schullehrer Jakob Schmidhammer in Hardenberg.
Arpad Schmidhammer arbeitete u. a. für die Zeitschrift Jugend als einer der ersten Illustratoren, ferner für die Anthologie Knecht Ruprecht (1900) und das Jugendland. Neben zahlreichen Beiträgen als Kinderbuchillustrator verfasste er auch eigene Kinderbücher. Viele von ihm illustrierte Bücher erschienen im Verlag Jos. Scholz in Mainz, meist in den Reihen Scholz’ Künstler-Bilderbücher, Scholz’ künstlerische Malbücher und Scholz’ künstlerische Volks-Bilderbücher. Mehrfach tätig war Schmidhammer auch für Ensslin & Laiblin, den großen Reutlinger Buch- und Spieleverlag, und Schaffstein in Köln (Schaffsteins blaue Bändchen), sporadisch hat er für eine ganze Reihe weiterer Verlage gearbeitet. Er veröffentlichte im Ersten Weltkrieg propagandistische „Kriegsbilderbücher“, profilierte sich aber auch als scharfer politischer, besonders antiklerikaler Karikaturist seiner Zeit. Zusammen mit Hans Thoma entwarf Schmidhammer ab 1896 Kostüme für die Inszenierung des Rings des Nibelungen bei den Bayreuther Festspielen.

## Illustrierte Werke
- Otto Roquette: Waldmeisters Brautfahrt. Ein Rhein-, Wein- und Wandermärchen, Stuttgart 1897
- Knecht Ruprecht: Illustriertes Jahrbuch für Knaben und Mädchen. Herausgegeben von Ernst Brausewetter. Bd. 2. Köln 1900
- Zäpfel Kerns Abenteuer, 1906
- Gustav Falke und Arpad Schmidhammer: Drei Helden, Mainz 1911
- Klein Heini, 1912
- Lieb Vaterland magst ruhig sein! Ein Kriegsbilderbuch mit Knüttelversen, Mainz 1914
- Klein Heini II, 1915
- Hans und Pierre. Eine lustige Schützengrabengeschichte, Mainz 1916
- John Bull Nimmersatt. Und wie's ihm ergangen hat. Mainz 1916[2]
- Maledetto Katzelmacker. Eine wunderschöne Räubergeschichte, Mainz 1916
- Walther Ledig. Mücken und Tücken. Zeichnungen von Arpad Schmidhammer, Dresden 1918